# Sallai Gergely
Sallai Gergely (Budapest, 1974–) történész.

## Élete
2000-ben végzett a piliscsabai Pázmány Péter Katolikus Egyetemen történelem–szlovák szakon. 2008-ban doktori fokozatot szerzett.
A második világháborút megelőző időszak csehszlovák–magyar politikai, diplomáciai és társadalomtörténeti kapcsolataival foglalkozott.

## Művei
- 2002 Az első bécsi döntés. Budapest.[2]
- 2002 In: „…ahol a határ elválaszt”. Trianon es következményei a Kárpát-medencében. Nagy Iván Könyvek 11. Balassagyarmat-Várpalota.[3]
- 2008 „A határ megindul, az ország nagyobb lesz...” Doktori disszertáció.[4]
- 2009 "A határ megindul..." – A csehszlovákiai magyar kisebbség és Magyarország kapcsolatai az 1938-1939. évi államhatár-változások tükrében. Pozsony.
- 2011 Az autonómiától a revízióig - A csehszlovákiai Egyesült Magyar Párt politikai koncepciójának változása az 1938. évi müncheni válság hatására. In: Jankovics József - Nyerges Judit (szerk.): Kultúra, nemzet, identitás. Budapest, 291-300.